# アイスランド低気圧
アイスランド低気圧（アイスランドていきあつ、Icelandic low）とは、北大西洋のアイスランドからグリーンランド南部付近で、冬季を中心に発生する低気圧のことである。太平洋でのアリューシャン低気圧に相当する。

## 概要

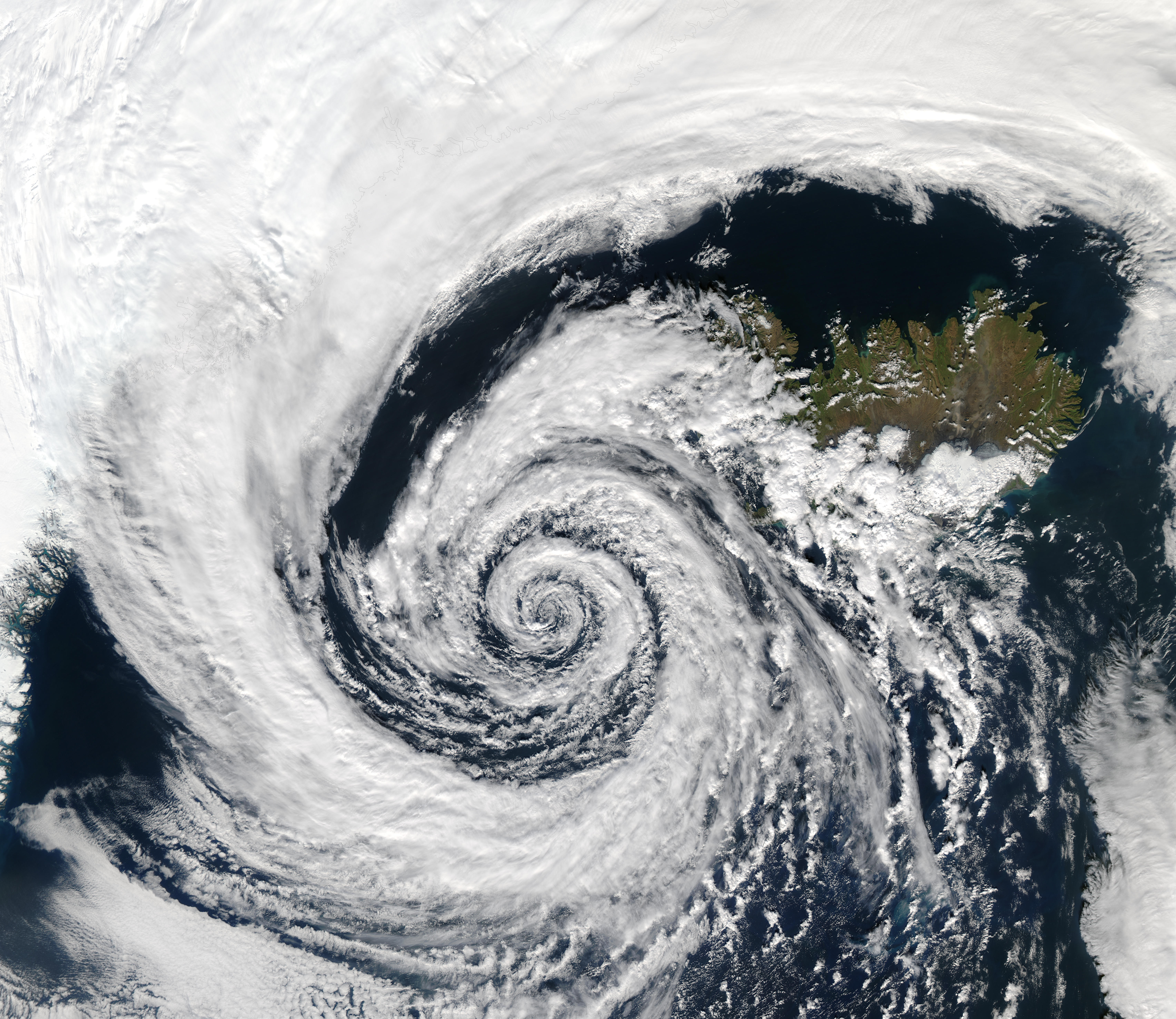
アイスランド低気圧の衛星画像、2003年9月4日

夏が終わって秋に入ると、北極やグリーンランド、北アメリカ大陸に高気圧が発達し始める。これらの高気圧は主に北極大陸性気団(cA)や寒帯大陸性気団(cP)で構成され、しばしば南下して寒気をもたらす。一方、メキシコ湾や大西洋の低緯度海域では亜熱帯高圧帯に対応するアゾレス高気圧が一年中存在し、暖気を北に送り出している。
この2つの高気圧帯に挟まれた地域では、移動性高気圧と低気圧が交互に移動していく。この領域は、秋から冬になるにつれて、中緯度から高緯度へと少しずつ移動してくる。冬になると、北の高気圧はより低温になり、この領域での温度差が増すと共に、上空の偏西風が強まる。これに対応して、この領域を通る低気圧の勢力も強くなってくる。
北アメリカ大陸東部の平原で発生した低気圧は、発達しながら東・北東に移動していき、グリーンランド南方沖からアイスランド付近にかけての所に達すると、気圧が最も低い最盛期を迎える。その後、ゆっくりと勢力を弱めながらヨーロッパへと東進する。これらの地域では、低気圧の影響を受けて冬は周期的に荒れた天気に見舞われる。
こうして、常に低気圧が現れては発達することで、恒常的に気圧が低い状態となり、それが冬の間ずっと続く。アイスランド低気圧の低圧領域は、グリーンランド南方沖からアイスランド付近が最も顕著である。また、グリーンランド西側のバフィン湾やヨーロッパ北方のバレンツ海は気団のはざまにあたるので、ここも低圧傾向にある。
アイスランド低気圧の勢力は、年々少しずつ変動を繰り返している。この変動は、北大西洋海流などの海流や偏西風などの大気の大循環に大きな影響を与え、年々の天候の変化に関係している。また、アイスランド低気圧の気圧が低いときはアゾレス高気圧の気圧が高い、といった連動性が見られるため、これを北大西洋振動(NAO)と呼ぶ。
アイスランド低気圧とアリューシャン列島付近の北太平洋にできるアリューシャン低気圧は、片方の気圧が低いときはもう一方の気圧が高いという関係がみられ、アリューシャン低気圧・アイスランド低気圧シーソー(AIS)として知られている。